# Isodermus maculosus
Isodermus maculosus är en insektsart som beskrevs av Pendergrast 1965. Isodermus maculosus ingår i släktet Isodermus och familjen barkskinnbaggar. Inga underarter finns listade i Catalogue of Life.